# Връщане към полетата
„Връщане към полетата“ (на гръцки: Επιστροφή από τα Χωράφια) е гравюра от кипърския художник Телемахос Кантос от 1945 г.
Гравюрата е направена върху дърво и е с размери 12 x 23 cm. Телемахос Кантос, заедно с Адамантио Диамантис, е един от стожерите на модерното изобразително изкуство на Кипър. Епичният елемент на Диамантис допълва и отговаря на лиризма на Кантос, който използва в кипърското пейзажно изкуство. „Връщане към полетата“ принадлежи към серията от проекти, които са свързани със сцени от живота в селските райони на почти метафизично ниво, изобразени чрез необятността на ландшафта и връзката между човека и космоса. По отношение на изразните средства се подчертава майсторството на художника, който се справя с трудността на техниката за гравиране на дървото, с което успява да достигне градация.
Гравюрата е част от колекцията на Държавната галерия за съвременно изкуство в Никозия, Кипър.